# Ticket tracking
Ticket tracking (albo issue tracking system, ITS) – sposób zarządzania systemem odpowiadania na masowe zapytania wysyłane dowolną drogą, stanowiący zasadniczą część systemu obsługi klientów wielu firm i organizacji. Nazwa ta oznacza również oprogramowanie obsługujące ten system. Ticket tracking jest szczególnie rozpowszechnione przy odpowiadaniu na zapytania kierowane drogą e-mailową.
Istotą tego systemu jest przypisanie każdemu nadchodzącemu pytaniu „zgłoszenia” (ang. ticket) zawierającego historię korespondencji w danej sprawie i jej aktualny stan postępu. Zgłoszenia są ustawiane w kolejkę, z której są kolejno pobierane przez operatorów systemu. Zgłoszenie jest przypisywane do danego operatora, który bierze na siebie odpowiedzialność za jego dalszy los. Po załatwieniu sprawy odpowiednie zgłoszenie jest odkładane do listy spraw „załatwionych”. Może też być one przekazywane kolejnym operatorom, gdy pierwszy z nich nie jest w stanie sobie z nim poradzić, lub być odkładane do listy spraw „niezałatwionych” (ang. unresolved) lub „odrzuconych bez odpowiedzi” (ang. won't fix).
Większość programów obsługi systemów zgłoszeń ma możliwość automatycznego sortowania zapytań w oparciu o analizę słów kluczowych zawartych w ich treści, selekcjonowania zapytań, na które można udzielić standardową, automatyczną odpowiedź, a także możliwość kontrolowania osób obsługujących system przez administratora systemu. Do programów open source obsługujących biletowy system odpisywania na e-maile należą:
- Bugzilla
- Mantis
- OTRS
- RT(inne języki)